# Su Nuraxi
Su Nuraxi je nuraškno arheološko najdišče v Baruminiju na Sardiniji v Italiji. Su Nuraxi preprosto pomeni 'Nuragi' v kampidanski, južni različici sardinskega jezika.
Su Nuraxi je naselbina, ki jo sestavljajo nuraghe iz sedemnajstega stoletja pr. n. št., bastion s štirimi vogalnimi stolpi in osrednjim, ter vas, naseljena od trinajstega do šestega stoletja pr. n. št., ki se je razvila okoli nuraghe. Znanstveniki jih štejejo za najbolj impresiven izraz nuragske civilizacije in so bili leta 1997 vključeni na Unescov seznam svetovne dediščine kot Su Nuraxi di Barumini.

## Lega
Su Nuraxi je približno en kilometer zahodno od centra Baruminija na cesti, ki vodi od Baruminija do Tuilija. Nadmorska višina je približno 230 metrov. V bližini sta nuraga Is Paras in Su Mulinu, poznogotsko-katalonska župnijska cerkev Gesturi in Parco Archeologico s Protonuraghe Brunku Madagui, eden najstarejših nuragov. Barumini je na severnem robu gričevnate pokrajine, ki se zaradi stožčastih gora, ki so značilne zanjo, imenujejo Marmilla ('skrinja'). Flumini Mannu (velika reka) teče približno 1,6 kilometra jugovzhodno od središča mesta in se izliva v Sredozemlje približno 50 kilometrov južno od Baruminija pri Cagliariju. Približno 2,5 kilometra severno od arheološkega najdišča Su Nuraxi se dviga planota Giara di Gesturi s povprečno višino 560 metrov. Razdalja od Su Nuraxija do zahodne obale Sardinije je 40 kilometrov.

## Nuragi

### Zgradba
Osrednji nuraga sedi na majhnem griču Marmille, nasproti katerega leži istoimenska stožčasta gora v obliki ženskih prsi. Kompleks sestavlja prvotno zgrajen osrednji nuragi, ki je obdan z obzidjem s štirimi zunanjimi stolpi. V drugem zunanjem obzidnem obroču so ostanki še ene, prvotno devetih, stolpnih stavb. Celotno zunanjost obdaja okoli 150 ostankov večinoma okroglih koč, »vasi«, ki leži zunaj obzidja petstolpne jedrne strukture in je bila zato nezaščitena.
Osrednji stolp, tako imenovani mastio (bergfrid), ki je še danes visok 14,1 metra, je iz pozne bronaste dobe (1330 do 1250 pr. n. št.) in ima decentralizirano komoro z dvema stranskima nišama. Tram iz lesa divje oljke, ki so ga našli med izkopavanji v spodnji komori stolpa, je bil z analizo C14 datiran v leto 1470 pr. n. št. (± 200 let). Mastio ima premer 10 metrov na dnu in se zoži na 5 metrov do tretjega, rudimentarnega dna. Prvotno je bil glavni stolp visok več kot 20 metrov. Po dosedanjih raziskavah je bil verjetno zasnovan skupaj s štirimi zunanjimi stolpi bastijona, ki so vsi dostopni z notranjega dvorišča, ki meji na mastio na jugu, v katerem je 20 metrov globok vodnjak s pitno vodo. Zunanji stolpi, ki so usmerjeni v štirih smereh sveta in so zdaj visoki okoli 8 metrov, so bili prvotno morda visoki od 17 do 18 metrov.
Trije preostali od sedmih stolpov predgradja, ki so bili med seboj povezani z obrambnim zidom in so služili kot zunanja obramba bastijona s štirimi stolpi, prav tako izvirajo iz prve gradbene faze Su Nuraxi. Tako kot notranji stolpi, z izjemo osrednjega mastia, so tudi zunanji imeli ureze iz bazaltnega klesanega zidu, ki je bil zložen drug na drugega brez malte. Stolpi predgradja so bili prvotno visoki 10 metrov, pri čemer je stolp H na severovzhodu najbolje ohranjen in še danes visok 4,5 metra. V obdobju od 1250 do 1000 pr. Prenove so bile izvedene v 1. stoletju pr. n. št. Notranji bastijon so okrepili s tri metre debelim krožnim zidom in konstrukcijsko spremenili zunanjo konstrukcijo. Prezidanih je bilo pet stolpov, pri čemer sta bila dva starejša zunanja stolpa vključena v poligonalni obrambni obroč. Z izgradnjo novega stolpa neposredno ob starejšem na jugovzhodu se je slednji zaprl v notranji obroč.
- Ausgrabungsstätte
- Pogled na 'vas' z glavnega stolpa
- Stolp H predgradja
- Koča 80 na severovzhodu
- Prostori nove naselbine ob jugovzhodnih stolpih predgradja

Od druge polovice 8. stoletja pr. n. št. je naselje Su Nuraxi doživelo globoke spremembe. Oblikuje ga 'orientalizacija' Sardinije od leta 730 do 600 pr. n. št. Po uničenju glavne stavbe (koča 80), verjetno zaradi vojne, je bil zgrajen nov stanovanjski kompleks. Ta je zajel celotno območje nekdanjega nadzidka okoli bastijona in le delno segal proti vzhodu. Vidnih je 109 prekatov, ki so verjetno tvorili 14 razdeljenih bivalnih enot, od katerih je vsaka sestavljala osem do dvanajst prekatov. Ozke ulice so vodile skozi »vas« in se končale v glavni ulici, ki poteka od severa proti jugu. Poleg pravokotnih prostorov, ki so bili zgrajeni ob starem obzidju zunanjega dela, so bile zavite komore z osrednjimi dvorišči, v katerih se je voda pogosto zbirala v jaških.

### Vas
Okoli nuraga je bila v pozni bronasti dobi zgrajena vas, namenjena namestitvi okoliškega prebivalstva. Številne faze življenja v vasi onemogočajo ugotavljanje števila koč v eni fazi; število koč se je gibalo od štirideset do dvesto, tako da se je število prebivalcev gibalo od 100 do 1000 prebivalcev, naselje pa je nastalo na krožnem tlorisu z velikimi balvani pokritimi s suhozidi in stožčastimi strehami iz lesa in vej. Čeprav so bile koče v bolj oddaljenih obdobjih sestavljene v eno samo enoto, je bila kasnejša, bolj razširjena težnja po razdelitvi stanovanj na posamezne enote. Od najdenih koč se zdi, da so bile najpomembnejše rezervirane za srečanja lokalnih voditeljev. Te koče so bile večje in kompleksnejše po strukturi, koča, namenjena srečanjem prebivalcev, pa je vsebovala simbole božanstev, ki so jih častili domačini. Drugi prostori so bili identificirani kot delavnice, kuhinje in kmetijski predelovalni centri. Med 9. in 8. stoletjem pred našim štetjem je bil zgrajen kanalizacijski sistem skupaj s tlakovanim trgom in ulicami.
V 6. stoletju pred našim štetjem je Kartagina zgradbe uničila in nato obnovila, preden so jih zasedli Rimljani. Sčasoma so bile popolnoma zapuščene.
Nuragi in vas sta bila strateško povezana s sistemom drugih nuragov, kot je nuragi, najden pod Palazzo Zapata iz 15. stoletja v vasi Barumini.

## Arheološka izkopavanja
Su Nuraxi je bil omenjen že v zapisih Vittoria Angiusa, Giovannija Spana in Antonia Taramellija. Kompleks je bil do sredine 20. stoletja v celoti prekrit z zemeljskimi nanosi. V 1940-ih je v Baruminiju rojeni arheolog Giovanni Lilliu na podlagi velikih balvanov in keramičnih najdb sklepal, da bi lahko bilo tu večje arheološko najdišče. Izkopavanja kompleksa so potekala od leta 1951 do 1956. Nato je bil Su Nuraxi odprt za javnost.
V bližnji Casa Zapata je še eno pomembno nuraškno najdišče, katerega pomembne najdbe so na ogled v muzeju tega mesta.
- Pogled od S-SV, v ozadju je gomila Las Plassas
- Su Nuraxi, viden na poti od osrednjega stolpa do vzhodnega stolpa
- Su Nuraxi. Znotraj osrednjega stolpa

## Funkcija
O resnični funkciji nuragov se še vedno razpravlja. Odkritelj Su Nuraxija, arheolog Giovanni Lilliu, je potrdil tradicionalno razlago najdišča trdnjave. Drugi arheologi menijo, da je bil najstarejši del kompleksa namenjen verskemu namenu, pribežališču, ljudem ali celo parlamentu ali registriranemu poglavarju vasi, medtem ko so bili prizidani stolpi morda namenjeni vojaškim namenom in zalogam.